# Fritz Krüger
Fritz Krüger (Spremberg, Brandenburg, 7 de desembre de 1889 - Mendoza, Argentina, 17 d'agost de 1974) va ser un hispanista i romanista alemany.
Catedràtic de filologia romànica de la Universitat d'Hamburg fins a 1945, després de la fi de la Segona Guerra Mundial va haver d'emigrar a l'Argentina, on fou professor a la Universitat Nacional de Cuyo (a Mendoza) i on romandria fins a la seva mort.
La seva tesi doctoral, el 1910 a la Universitat de Giessen, estudiava els límits entre el català i l'occità, però ben aviat va derivar la seva recerca cap a les relacions entre la llengua i la cultura material, centrant-se fonamentalment en els pobles del nord d'Espanya; els seus estudis seran de gran influència en els treballs de José Miguel de Barandiarán, i Ramon Violant i Simorra, entre d'altres. A causa de la Primera Guerra Mundial no va fer la tesi d'habilitació fins a 1919 a Hamburg amb Bernhard Schädel. A Hamburg fou nomenat professor el 1924 i catedràtic el 1927 com a successor de Schädel. Esdevingué membre del partit nacionalsocialista alemany el maig de 1937.
Fou membre corresponent de la Secció Filològica de l'Institut d'Estudis Catalans (1947) i de la Reial Acadèmia Espanyola.

## Obra
- El dialecto de San Ciprián de Sanabria monografía leonesa, Madrid, 1923.
- Einführung in das Neuspanische, Leipzig, 1924.
- Die Hochpyrenäen, 6 vol., Hamburg-Barcelona, 1936-1939.
- El léxico rural del Noroeste ibérico, Madrid, 1947.
- El mobilario popular en los países románicos, 3 vol., Coïmbra, 1959-1963.